# The Bank's Messenger
The Bank's Messenger è un cortometraggio muto del 1913 scritto, diretto e interpretato da William Duncan. Gli altri interpreti del film - prodotto dalla Selig Polyscope Company e distribuito dalla General Film Company - erano Myrtle Stedman e Lester Cuneo.

## Trama
La piccola banca di una cittadina nel West non ha sufficienti mezzi di protezione per tenere nelle proprie casse gran parte del suo denaro contante. Un giorno, avendo grande necessità di liquidi per evitare il fallimento, fa ricorso alla First National Bank che provvede a inviarle il denaro necessario tramite un corriere. L'uomo si impegna a consegnare il denaro prima della scadenza, nonostante debba attraversare un territorio infestato dai banditi. I fuorilegge, essendo venuti a conoscenza della sua venuta, gli preparano un agguato. Il corriere dapprima riesce a fuggire, inseguito dai malviventi, ma poi, dopo diverse sparatorie, viene catturato.
Volendo disfarsi di lui, i banditi - che sono rimasti senza munizioni - lo legalo, lasciandogli accanto un barilotto di polvere esplosiva e, dopo avere acceso la miccia, si mettono al sicuro. Il corriere, tuttavia, riesce a liberarsi, giusto in tempo per dare un calcio al barile che rotola via oltre l'argine prima di esplodere, mettendo in fuga gran parte della banda. Il corriere e il capo dei suoi assalitori hanno uno scontro finale nel quale il bandito ha la peggio. Consegnato il rapinatore a un gruppo di volontari in caccia dei fuorilegge, il corriere prosegue il suo viaggio con il denaro recuperato.

## Produzione
Il film fu prodotto dalla Selig Polyscope Company.

## Distribuzione
Distribuito dalla General Film Company, il film - un cortometraggio di una bobina - uscì nelle sale cinematografiche statunitensi il 27 febbraio 1913.